# Kammhelm
Der Kammhelm ist ein spezieller Helmtypus mit einem meist metallenen Kamm/Grat in der Mitte.

## Beispiele

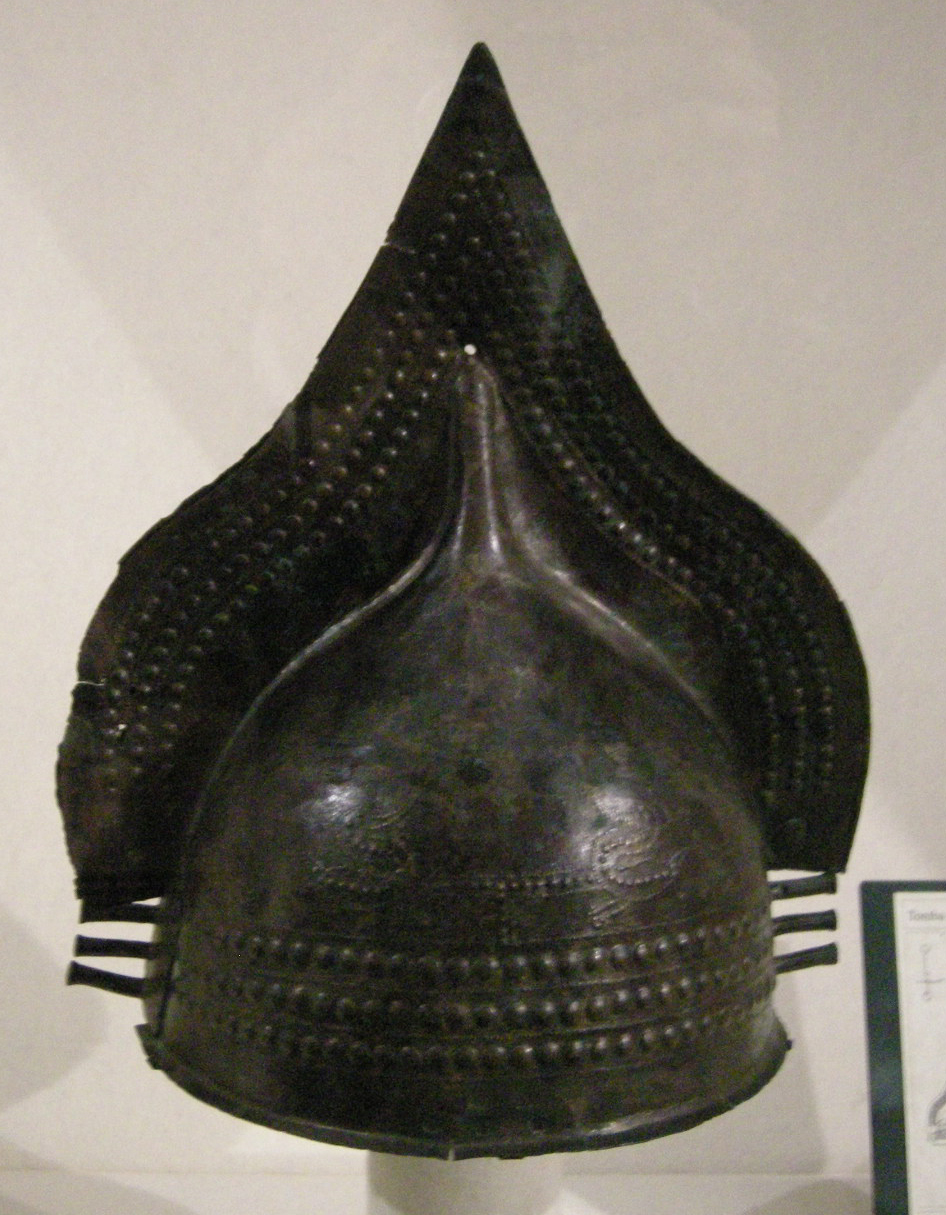
Etruskischer Kammhelm, Kammhelm aus Italien um 800 v. Chr.
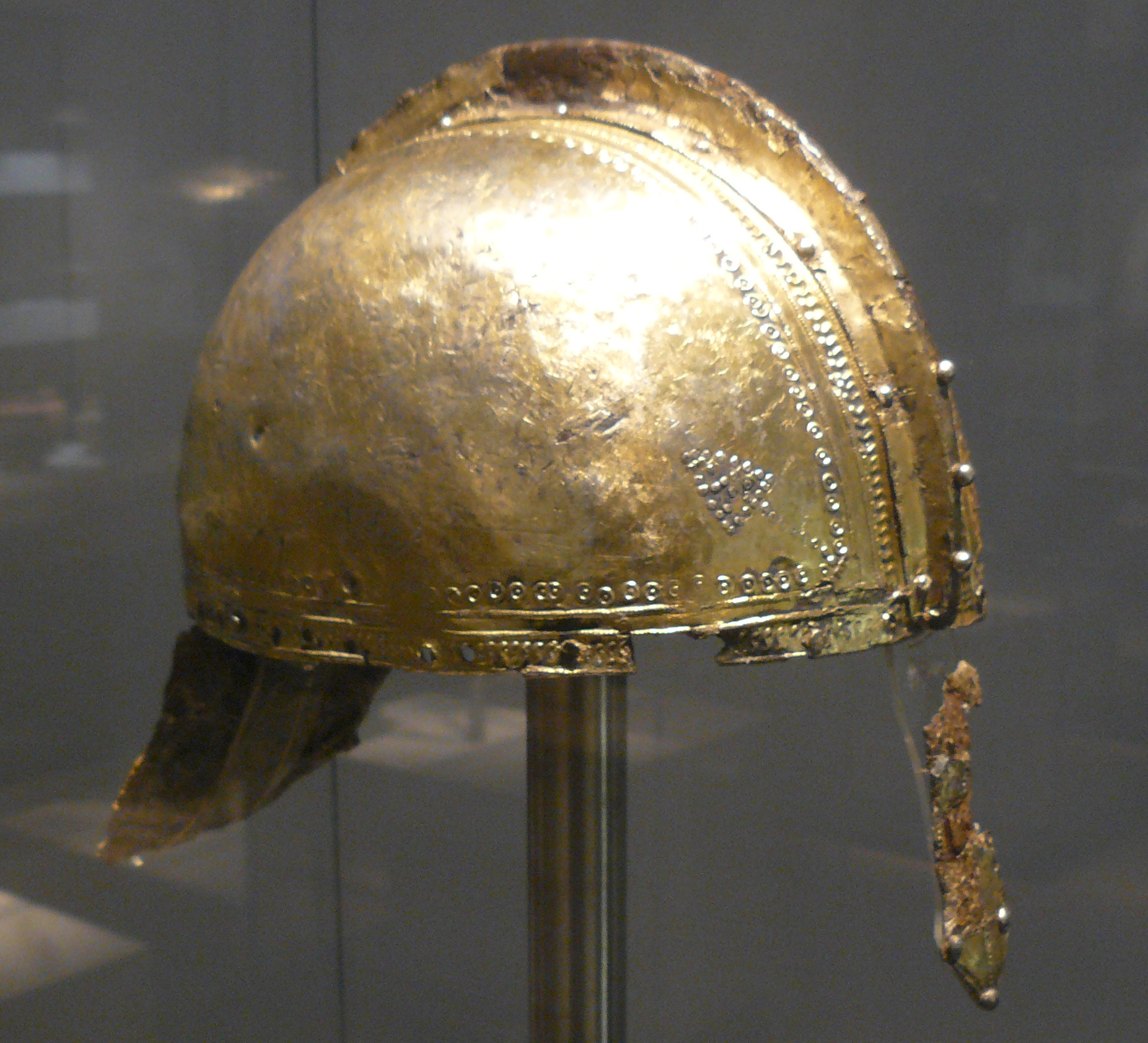
Spätrömischer Kammhelm, römischer Kammhelm bis 400 n. Chr.
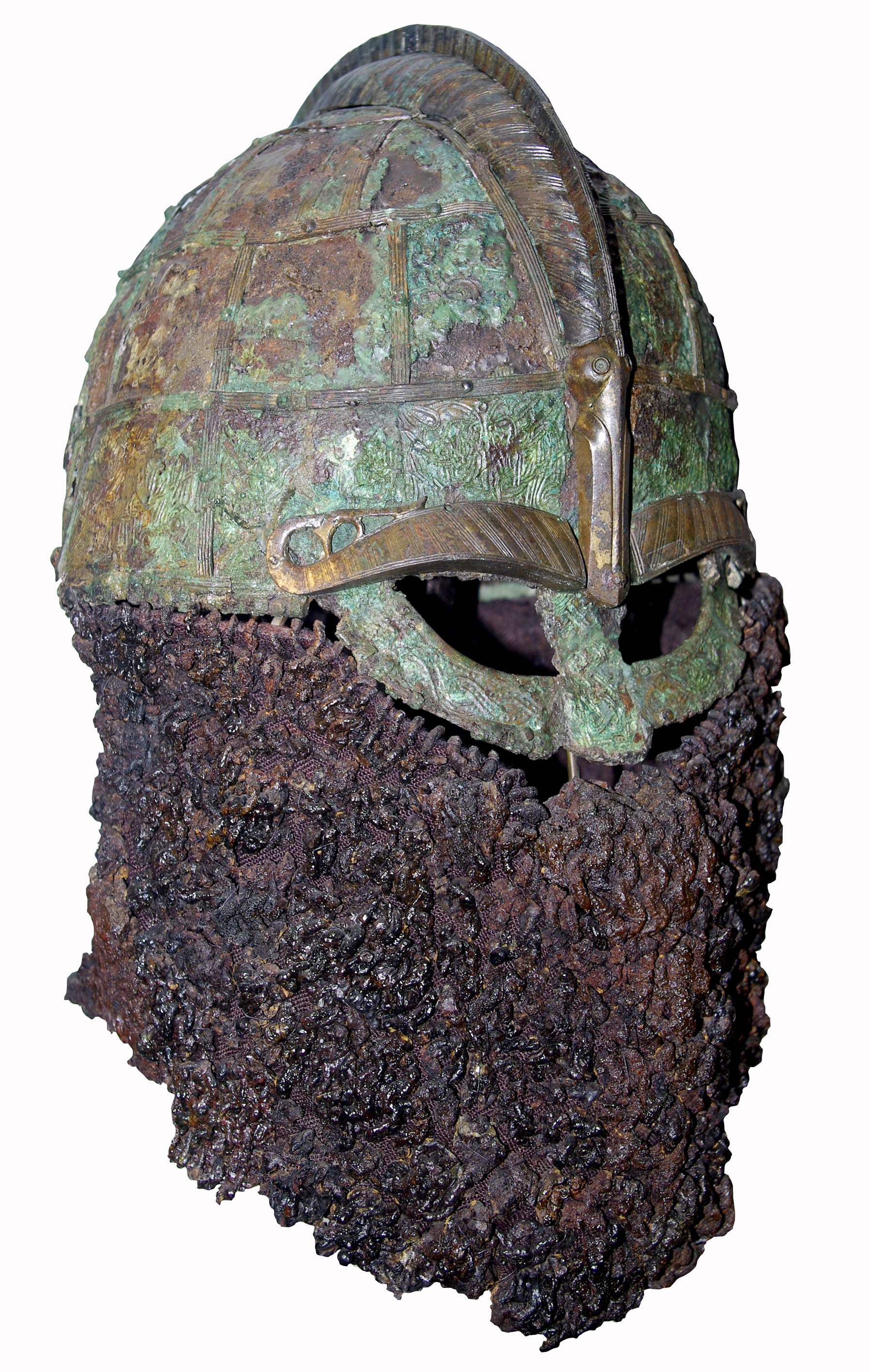
Vendelhelm, nordischer (skandinavischer und britischer) Kammhelm von 650 bis 800 n. Chr.
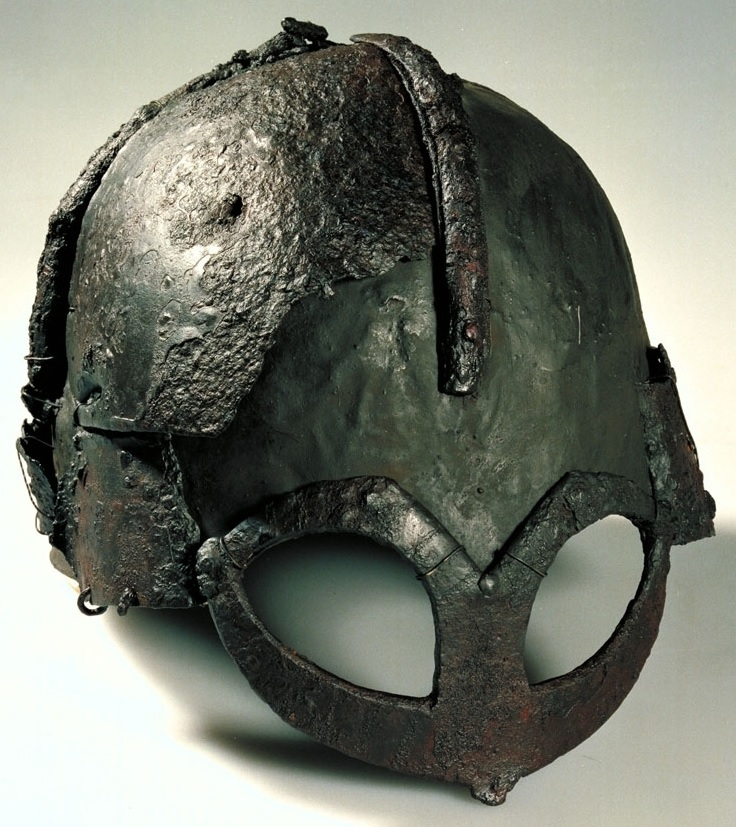
Gjermundbu-Helm, Variante des Nordischen Kammhelms